# تاريخ الشيعة في بنغلاديش
يعود تاريخ الشيعة في بنغلاديش إلى القرن 10 هـ، حيث يمتلك الشيعة تاريخًا غنيًا وغزيرًا في تلك البلاد لا تزال آثاره واضحة حتى الوقت الحاضر. فما انفكت الثقافة الشيعية تمنح الديار البنغالية جزءًا هامًا من هويتها لما قد تحلى به التشيع من جذور عميقة وقديمة هناك.

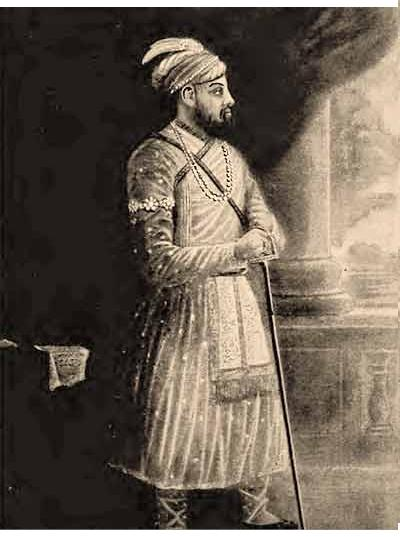
القائد شُجاع الدِّين مُحمَّد خان المعروف اختصارًا «الميرزا الدَّكني» هو ثاني المُلوك من «صوبة البنغال» وقد جلس على المسند لاثني عشر عامًا تُعدُّ من أكثر الحقب ازدهارًا في تاريخ صوبة البنغال.